# Дренов До (Јајце)
Дренов До је насељено место у Босни и Херцеговини, у општини Јајце. Административно припада Федерацији Босне и Херцеговине, односно њеном Средњобосанском кантону. Према попису становништва из 2013. у насељу је било 25 становника, а већинску популацију у насељу чинили су Срби.
Након рата у БиХ 1995. године највећи део насеља Дренов До припао је општини Језеро у Републици Српској.

## Становништво
По последњем службеном попису становништва из 2013. године у насељу Дренов До живело је 25 становника, а село је било етнички хомогено са већинском српском популацијом.
| Националност | 2013. | 1991.        | 1981.        | 1971.        |
| Срби         | —     | 144 (99,31%) | 216 (97,30%) | 222 (100,0%) |
| Југословени  | —     | 1 (0,69%)    | 6 (2,70%)    | 0            |
| Укупно       | 25    | 145          | 222          | 222          |